# Macclesfield Town Football Club 2012-2013

## Rosa
| N. |                              | Ruolo | Calciatore           |
| -- | ---------------------------- | ----- | -------------------- |
| 1  | Inghilterra (bandiera)       | P     | Lance Cronin         |
| 2  | Inghilterra (bandiera)       | D     | Ryan Jackson         |
| 3  | Inghilterra (bandiera)       | D     | Carl Tremarco        |
| 5  | Inghilterra (bandiera)       | D     | Nat Brown            |
| 7  | Inghilterra (bandiera)       | C     | Jack Mackreth        |
| 8  | Antigua e Barbuda (bandiera) | C     | Keiran Murtagh       |
| 9  | Inghilterra (bandiera)       | A     | Matthew Barnes-Homer |
| 11 | Inghilterra (bandiera)       | A     | Peter Winn           |
| 12 | Guinea-Bissau (bandiera)     | C     | Arnaud Mendy         |
| 14 | Francia (bandiera)           | D     | Tony Diagne          |
| 15 | Portogallo (bandiera)        | C     | Andre Da Costa       |
| 16 | Inghilterra (bandiera)       | C     | Junior Yiadom        |

| N. |                        | Ruolo | Calciatore           |
| -- | ---------------------- | ----- | -------------------- |
| 17 | Inghilterra (bandiera) | C     | Sam Wedgbury         |
| 18 | Inghilterra (bandiera) | C     | Charlie Henry        |
| 19 | Inghilterra (bandiera) | C     | John Paul Kissock    |
| 20 | Inghilterra (bandiera) | A     | Waide Fairhurst      |
| 22 | Inghilterra (bandiera) | D     | Craig Braham-Barrett |
| 24 | Inghilterra (bandiera) | C     | James Bolton         |
| 25 | Inghilterra (bandiera) | C     | Harry Agombar        |
| 29 | Inghilterra (bandiera) | A     | Ben Mills            |
| -  | Inghilterra (bandiera) | D     | Carl Martin          |
| -  | Francia (bandiera)     | A     | Arthur Gnahoua       |
| -  | Inghilterra (bandiera) | C     | Anthony McNamee      |